# Parigi-Roubaix 2006
La Parigi-Roubaix 2006, centoquattresima edizione della corsa, venne disputata il 9 aprile 2006 lungo un percorso di 259 km, comprendente 27 tratti di pavé per un totale complessivo di 52,7 km, e fu vinta dal svizzero Fabian Cancellara.

## Squadre partecipanti
| N.      | Cod. | Squadra                        |
| ------- | ---- | ------------------------------ |
| 1-8     | QSI  | Quick Step-Innergetic          |
| 11-18   | DSC  | Discovery Channel Team         |
| 21-28   | RAB  | Rabobank                       |
| 31-38   | GST  | Team Gerolsteiner              |
| 41-48   | CSC  | Team CSC                       |
| 51-58   | PHO  | Phonak Hearing Systems         |
| 61-68   | DVL  | Davitamon-Lotto                |
| 71-78   | LAM  | Lampre-Fondital                |
| 81-88   | LSW  | Liberty Seguros-Würth          |
| 91-98   | C.A  | Crédit Agricole                |
| 101-108 | CEI  | Caisse d'Epargne-Illes Balears |
| 111-118 | FDJ  | Française des Jeux             |
| 121-128 | TMO  | T-Mobile Team                  |

| N.      | Cod. | Squadra                          |
| ------- | ---- | -------------------------------- |
| 131-138 | MRM  | Team Milram                      |
| 141-148 | COF  | Cofidis, le Crédit par Téléphone |
| 151-158 | EUS  | Euskaltel-Euskadi                |
| 161-168 | BTL  | Bouygues Télécom                 |
| 171-178 | SDV  | Saunier Duval-Prodir             |
| 181-188 | A2R  | AG2R Prévoyance                  |
| 191-198 | LIQ  | Liquigas                         |
| 201-208 | AGR  | Agritubel                        |
| 211-218 | UNI  | Unibet.com                       |
| 221-228 | LAN  | Landbouwkrediet-Colnago          |
| 231-238 | LPR  | Team LPR                         |
| 241-248 | SKS  | Skil-Shimano                     |

## Resoconto degli eventi
I belgi Leif Hoste e Peter Van Petegem ed il russo Vladimir Gusev, giunti rispettivamente secondo, terzo e quarto, furono squalificati per aver attraversato un passaggio a livello con le sbarre abbassate. 
Kenny van Hummel, Marco Righetto, Lenaïc Olivier e Martin Pedersen giunsero al traguardo ma non furono classificati.
Fabian Cancellara è stato il secondo ciclista svizzero a vincere questa corsa, 83 anni dopo la vittoria di Henri Suter. Per la prima volta al via della manifestazione si presentò un ciclista giapponese, Masahiro Shinagawa, che però non terminò la corsa.

## Ordine d'arrivo (Top 10)
| Pos. | Corridore           | Squadra       | Tempo    |
| ---- | ------------------- | ------------- | -------- |
| 1    | Fabian Cancellara   | Team CSC      | 6h07'54" |
| 2    | Tom Boonen          | Quick Step    | a 1'49"  |
| 3    | Alessandro Ballan   | Lampre        | s.t.     |
| 4    | Juan Antonio Flecha | Rabobank      | s.t.     |
| 5    | Bernhard Eisel      | F. des Jeux   | a 3'25"  |
| 6    | Steffen Wesemann    | T-Mobile Team | a 5'35"  |
| 7    | Frédéric Guesdon    | F. des Jeux   | a 6'31"  |
| 8    | Bert Roesems        | Davitamon     | a 6'44"  |
| 9    | Christophe Mengin   | F. des Jeux   | s.t.     |
| 10   | Staf Scheirlinckx   | Cofidis       | a 6'45"  |